# Királyhalom
Királyhalom (másként Királyhalma vagy régebbi hivatalos nevén Bácsszőlős, szerbül: Бачки Виногради / Bački Vinogradi) falu Szerbiában, a Vajdaság Észak-bácskai körzetében, Szabadka községben.

## Neve
A települést kialakulásakor rövid ideig Rúzsaháza néven is emlegették, egy Rózsa nevezetű zsidó vállalkozó, Ormódi Béla embere után, aki a Kárász-család birtokában lévő homokpuszta egy részét megvásárolta és parcelláztatta. 1946-ig Királyhalom vagy Királyhalma, majd Bácsszőlős.

## Fekvése
A Duna–Tisza közi homokhátságon helyezkedik 2 km-re a magyar országhatártól. 2012. december 4-én bejelentették, hogy határátkelőt létesítenek Ásotthalommal. A bejelentéskor a magyar oldalon már megépült az út a határig, csupán a határállomás építése volt hátra. Szerb oldalon viszont 30 méter hiányzott még az útból, és itt is fel kellett még építeni a határállomást, amelyet 2013. május 16-án adtak át.
Vasúton a Szeged–Szabadka-vonalon érhető el.

## Története
Királyhalom története elválaszthatatlan Horgos történetétől. A török hódoltság ideje alatt a terület elnéptelenedett. Szeged főjegyzője, Kárász Miklós 1749-ben a királyi kincstártól megvásárolta Horgost és Szent Péter pusztát, melyet 1772-ben jobbágyokkal újratelepített. Az új telepesek névsora alapján megállapítható, hogy a jelenlegi királyhalmi családok közül a Bajtaiak, Demusok, Berényiek, Erdélyiek, Kalmárok, Mosók, Telekek ősei ott voltak az első telepesek között. A falu területén ekkor három Major tanya létezett a Szelevény a Rózsa és a Pörös Major. Ezt a Kárász család értéktelennek minősítette és eladta.
A település nevének eredetéhez nagyban hozzájárult a vasútállomás. 1890 márciusában a Palics és Horgos közötti vasúti pályaszakon álló 113-as számú őrházat vasúti megállóvá nyilvánították és Királyhalomnak nevezték el. Ennek előzménye az volt, hogy I. Ferenc József magyar király 1883. október 16-án szegedi látogatása alkalmából itt szállt le az őt szállító vonatról, és rövid pihenő után hintón folytatta útját Ásotthalom felé, hogy ott megtekintse az újonnan épült erdőőri szakiskolát.
1902-ben épült fel a Nagyiskola. A Kladek-házban is megindult a tanítás. A mostani iskola 1963-ban épült, majd 2002-ben új tornateremmel bővült. Ez utóbbi sok kikapcsolódási lehetőséget nyújt Királyhalom lakosságának.
1904-ben egy vaskeresztet állítottak fel a helybeliek a Nagyiskola mellett. 1913-ban a horgosi plébános Csongrád megye királyi tanfelügyelőjétől engedélyt kapott, hogy Királyhalmán a Drozdik-féle állami iskolaépülethez közadakozásból kápolnát toldjanak. A kápolnát 1914. március 22-én avatták fel.
1917-től havonta egyszer, 1931-től pedig minden vasárnap és ünnepnap miséztek az iskolában. Horgos község 1934-ben harminchét hold földet ajándékozott a királyhalmi egyháznak. Végül Kazi Mátyás és Szobonya László fél-fél hold telket ajánlottak fel a templom számára. A Jézus Szíve templom építését 1938-ban kezdték meg, melyet 1940-ben szentelt fel Budánovich püspök. Pihenőhelyként szolgál a Halastó, melyet 2002-ben megalakult Csuka Sporthorgász Szövetkezet létesített a régi homokbányából.
1941-ig pezsgőgyár is működött Királyhalmán, melynek Tolnai János volt a tulajdonosa.
A földműves szövetkezet 1948. augusztus 20-án alakult meg. 1953-ban a szövetkezet átalakult a Vinogradar (Szőlőtermelő) Állami Gazdasággá, amelynek igazgatója Kádár Ernő lett. Így kapta a falu a Bácsszőlős nevet. A lakosság a gazdaságban hagyott, illetve a szövetkezetbe vitt földekért kártalanítást kapott.
Nagyon szép kirándulóhelyként szolgál a Szelevényi erdő, ahol megtekinthető az erdészház, amely a '90 es években csárdaként működött, A környéken megtalálható a védett árvalányhaj is.

## Népesség
Ma jelenleg 2044 lakosa van a településnek, ezek közül 1675 felnőtt lakos, és az átlagos életkor 41,7 év (39,8 a férfiaknál és 43,5 a nőknél). A faluban 774 háztartás van, és az átlagos létszám háztartásonként 2,63 fő.
| 1948 | 1953 | 1961 | 1971 | 1981 | 1991 | 2002 | 2011 |
| ---- | ---- | ---- | ---- | ---- | ---- | ---- | ---- |
| 3084 | 3206 | 3590 | 3744 | 2345 | 2242 | 2039 | 2044 |

## Ünnepei, rendezvényei
A település két nagy rendezvénye a májusban tartandó Falunap és az augusztusban utolsó vasárnapján szervezett Szamárverseny.
- Búcsú
- Falunap
- Burgonya fesztivál
- Szamárverseny
- Farsang

## Testvértelepülései
- Ásotthalom, Magyarország
- Domaszék, Magyarország
- Hajdújárás, Szerbia
- Mórahalom, Magyarország